# Fazno zatvorena petlja
Fazno zatvorena petlja (engl. phase locked loop - PLL) je elektronski sklop, deo složenijeg kola u kome vrši funkciju stabilizacije rada kola. Ono je kontrolni sistem koji generiše signal koji ima fiksnu vezu sa fazom referentnog signala. Takvo kolo djeluje i na frekvenciju i na fazu ulaznog signala, automatski povećavajući, ili smanjujući frekvenciju kontrolnog oscilatora, dok se ne uskladi veza između frekvencije i faze. PLL kola su primjer kontrolnog sistema koji radi na principu negativne povratne sprege. 
U jednostavnim uslovima, fazno zatvorena petlja upoređuje frekvencije dva signala i proizvodi signal sa greškom,koji je proporcionalan razlici ulaznih signala. Novonastali signal se dovodi na ulaz nisko propusnog filtra i zatim se koristi da pokrene naponom kontrolisani oscilator (VCO), koji stvara izlazne frekvencije. Izlazna frekvencija se preko frekvencijskog djelitelja vraća na ulaz tako stvarajući negativnu povratnu spregu. Ako se izlazne frekvencije mijenjaju, signal sa greškom će se povećavati, tjerajući frekvenciju u suprotnom smjeru, da smanji grešku. Prema tome, izlaz prati frekvenciju sa drugog ulaza. Taj ulaz se naziva referentnim, i najčešće potiče od kristalnog oscilatora, koji je frekvencijski veoma stabilan.

## Struktura i funkcija
I analogna i digitalna PLL kola se sastoje iz tri osnovna elementa:
- faznog detektora
- naponski kontrolisanog oscilatora (voltage-controlled oscillator, VCO)
- zatvorene negativne povratne sprege (koja najčešće uključuje i djelitelje učestanosti.

Fazno zatvorena petlja se koristi u radio, telekomunikacionim i računarskim sistemima, kao i u ostalim elektronskim primenama. PLL se primjenjuje kod: 
- uskopojasnog samopodesivog filtriranja signala – uklanjanje šuma ili podrhtavanja (jitter)
- Sintetizovanja učestanosti
- FM i ФМ modulatora i demodulatora sa kvarcno stabilnom osnovom (FSK, BPSK, QPSK)
- Regeneracije takta i podataka u serijskoj komunikaciji
- Sinhronih AM i QAM demodulatora
- Tondekodera, DTMF dekodera
- Upravljanja brzinom motora...

## Klasična konfiguracija
Klasična konfiguracija fazno zatvorene petlje se sastoji od: 
- Detektora faze
- Naponom Kontrolisanog Oscilatora
- Filtra petlje
- Povratne sprege (sa djeliteljem frekvencije)

i prikazana je na slici:
Detektor faze je uređaj koji upoređuje dvije ulazne frekvencije i generiše izlaz koji je jednak faznoj razlici ulaznih frekvencija. Ako su ulazni signali jednaki po fazi i frekvenciji izlaz iz detektora će biti 0. U slučaju kada među ulaznim signalima postoji razlika u fazi i frekvenciji, postojaće i signal na izlazu, koji će biti veći ukoliko je fazna i frekvencijska razlika veća. Ako ulazna frekvencija nije jednaka frekvenciji Naponom Kontrolisanog Oscilatora, signal fazne greške nakon filtriranja i pojačanja, izaziva devijaciju frekvencije Naponski Kontrolisanog Oscilatora u smjeru ulazne frekvencije. Ukoliko se ispune uslovi, Naponski Kontrolisan Oscilator (VCO – Voltage Controled Oscillator) će zatvoriti petlju sa ulaznom frekvencijom i time će održavati stabilnu vezu sa ulaznim signalom. Filtrirani izlaz faznog detektora je DC signal a kontrolni ulaz u VCO je mjera ulazne frekvencije. VCO je lokalno generisana frekvencija jednaka ulaznoj frekvenciji. Izlaz iz VCO može biti trougaonog, sinusoidalnog, ili nekog drugog talasnog oblika.Ukoliko primjena fazno zatvorene petlje to zahtijeva izlaz iz VCO pomoću zatvorene petlje može biti doveden na povorku impulsa. U većini primjena fazno zatvorene petlje, između VCO i faznog detektora pomoću povratne sprege je postavljen n brojač(apsolutna vrijednost) koji generiše višestruku frekvenciju od ulazne frekvencije. 
Naponski Kontrolisan Oscilator koji se upotrebljava u PLL kolu se sastoji od komponenti pomoću kojih se kontroliše frekvencija oscilacije. Od većeg značaja je varaktor koji će se kada je inverzno polarisan ponašati kao kapacitivnost,i čija oblast prostornog tovara će formirati svojstva dielektrika. Promjena količine inverzne polarizacije unutar varaktorovih probojnih granica, će promijeniti širinu oblasti prostornog tovara što će prouzrokovati promjenu u kapacitivnosti. 
Nakon svega VCO neće biti stabilan. Bilo kakva promjena napona će u PLL kolu izazvati pomjeraj u frekvenciji. Problem se rješava kombinacijom fleksibilnosti Naponom Kontrolisanog Oscilatora i stabilnosti Kristalnog Oscilatora. 
Ako se DC napon preko povratne sprege poveže sa VCO tako da se ostvari veza između izlaza VCO i frekvencije Kristalnog Oscilatora nastaće Fazno Zatvorena Petlja (PLL). Sada se postigla stabilnost koju pruža Kristalni Oscilator. 
Adekvatnim dimenzionisanjem se mogu ostvariti oscilacije VCO na većim frekvencijama a da se ne naruši stabilnost postignuta Kristalnim Oscilatorom. 
Još jedna komponenta PLL kola je filtar petlje. Filtar petlje se upotrebljava da odstrani neželjene visoko-frekventne komponente koje mogu proći kroz fazni detektor i pojaviti se na ulazu VCO a zatim i na izlazu iz VCO kao signal sa greškom. Filtar takođe utiče i na sposobnost petlje da mijenja frekvencije brzo. Ako je filtar propusnik niskih učestanosti tada će se promjene u naponu signala odvijati sporo, što će prouzrokovati da i VCO mijenja frekvenciju sporo. Ovo se dešava jer će ova vrsta filtra propuštati samo niske frekvencije što odgovara sporoj promjeni u naponu. Filtar propusnik visokih učestanosti će omogućiti da se ove promjene odvijaju brže. Međutim, upotreba ove vrste filtra može da prouzrokuje stvaranje signala sa greškom zbog propuštanja neželjenih frekvencija. Filtar petlje takođe upravlja i sa stabilnošću petlje. Prilikom nepravilnog dizajniranja filtra, oko petlje se mogu dešavati oscilacije koje će usloviti pojavu visokih signala što će prouzrokovati da se VCO kreće kroz široki frekvencijski opseg.

## Stanja fazno zatvorene petlje
Fazno zatvorena petlja prolazi kroz tri stanja:
- Slobodan rad
- Zaptivanje
- Fazno zatvaranje

Opseg u kome će sistem petlje pratiti promjene u ulaznoj frekvenciji se naziva opseg zatvaranja. Frekvencijski opseg u kome petlja stiče fazno zatvaranje je opseg zaptivanja, koji je uvijek manji od opsega zatvaranja. Signal je van opsega zaptivanja petlje kada je fazna razlika ulaza i VCO značajno velika.

## Faza kao koncept fazno zatvorene petlje i fazni šum
Rad Fazno Zatvorene Petlje se zasniva na poređenju faze dva signala. Podaci o greški u fazi i faznoj razlici dva signala se koriste da bi se kontrolisala frekvencija petlje. Razlika u fazi dva signala odgovara uglu među ta dva signala. Kada dva signala imaju različite frekvencije fazna razlika među njima uvijek varira, jer se signali kreću različitim brzinama po istoj putanji, pa u različitim vremenskim intervalima stižu do iste tačke na toj putanji. Kada dva signala imaju konstantnu razliku u fazi, tada oni imaju jednake frekvencije. U slučaju PLL-a, kada se fazna razlika između referentnog signala i VCO ne bi mijenjala, značilo bi da su ta dva signala na istoj frekvenciji i u tom slučaju postojao bi stalan napon greške. Svaka mala smetnja u fazi signala izaziva fazni šum koji se prostire oko nosioca. Fazni šum može uticati na funkcionisanje uređaja na više načina. Većina uređaja za svoje pravilno funkcionisanje zahtjeva idealan izvor. Idealan izvor je izvor koji generiše signal u kome faza prednjači u konstantnom iznosu. Šum proizveden u različitim elementima petlje će na različite načine uticati na izlaz. Pravilnim dimenzionisanjem PLL-a fazni šum se može smanjiti ili održavati unutar zahtjevanih granica. Fazni šum može izazvati devijaciju elemenata petlje od željenog frekvencijskog opsega, izazvati greške na predajniku i prijemniku podataka i prouzrokovati smetnje korisnicima u blizini.

## Digitalna fazno zatvorena petlja (DPLL)
Digitalna fazno zatvorena petlja funkcioniše na isti način kao i analogna fazno zatvorena petlja, samo što ona koristi digitalna kola. Umjesto naponski kontrolisanog oscilatora, DPLL sadrzi brojač sa promjenljivim djeliteljem.

## Analogna fazno zatvorena petlja
Analogna fazno zatvorena petlja se sastoji od faznog detektora, nisko propusnog filtra i naponom kontrolisanog oscilatora obuhvaćenih zatvorenom negativnom povratnom spregom. Ovdje može biti djelitelj učestanosti u kolu sa povratnom spregom, ili referentnom kolu, ili oboje, redno dajući izlaznu frekvenciju PLL kola kao cjelobrojni umnožak referentne. Racionalni umnožak referentnog signala može se dobiti zamjenom prostog dijeljenja sa N u kolima sa povratnom spregom sa brojačem. Ova tehnika se najčešće odnosi na frakcioni-N sintesajzer,ili frakcioni-N PLL.
Oscilator generiše periodični izlazni signal. U početku, pretpostavljajući to, oscilator je gotovo na istoj frekvenciji kao referentni signal. Zatim, ako faza oscilatora zaostaje za referentnom, fazni detektor mijenja napon oscilatora, povećavajući je tako. Isto tako, ako faza prednjači pred referentnom, fazni detektor mijenja kontrolni napon tako da uspori oscilator. Nisko propusni filtar smanjuje nagle promjene u kontrolnom naponu. U praksi,frekvencija oscilatora se može razlikovati od referentne frekvencije,i fazni detektor može odgovarati na frekvencijske razlike sve dok se ne pređe dozvoljena granica. Tako da fazni detektor ima 3 rezima rada: detekcija frekvencije, detekcija faze i fazno praćenje. Glavni izvor šuma je u faznom detektoru, tako da ako uvećavamo N, uvećavamo i šum N puta.

## Jednačine koje opisuju fazno zatvorenu petlju
Neka je ulaz faznog detektora označen sa {\displaystyle x_{c}(t)} i izlaz naponom kontrolisanog oscilatora sa {\displaystyle x_{r}(t)} čija je frekvencija {\displaystyle \omega _{r}(t)}, tada je izlaz faznog detektora {\displaystyle x_{m}(t)} dat kao: {\displaystyle x_{m}(t)=x_{c}(t)\cdot x_{r}(t)}
Frekvenciju naponom kontrolisanog oscilatora VCO možemo izraziti preko ulaza y(t) kao:
{\displaystyle \omega _{r}(t)=\omega _{f}+g_{v}y(t)\,}
Gdje je {\displaystyle g_{v}} osjetljivost naponom kontrolisanog oscilatora i izražena je u Hz / V.
Dakle,sada je VCO izlaz :{\displaystyle x_{r}(t)=A_{r}\cos \left(\int _{0}^{t}\omega _{r}(\tau )\,d\tau \right)=A_{r}\cos(\omega _{f}t+\varphi (t))}
gdje je:
{\displaystyle \varphi (t)=\int _{0}^{t}g_{v}y(\tau )\,d\tau }
Ovaj signal dovodimo na ulaz filtra, i na izlazu dobijamo:
{\displaystyle x_{f}(t)=F_{\rm {filter}}(x_{m}(t))}
Kada je petlja zatvorena, izlaz filtra postaje ulaz naponom kontrolisanog oscilatora (VCO) 
{\displaystyle y(t)=x_{f}(t)=F_{\rm {filter}}(x_{m}(t))}
Možemo prokomentarisati kako PLL reaguje na ulazni signal sinusoidalnog oblika:
{\displaystyle x_{c}(t)=A_{c}\sin(\omega _{c}t).}
Tada je izlaz faznog detektora:
{\displaystyle x_{m}(t)=A_{c}\sin(\omega _{c}t)A_{r}\cos(\omega _{f}t+\varphi (t)).}
Služeći se trigonometrijskim identitetima možemo napisati:
{\displaystyle x_{m}(t)={A_{c}A_{f} \over 2}\sin(\omega _{c}t-\omega _{f}t-\varphi (t))+{A_{c}A_{f} \over 2}\sin(\omega _{c}t+\omega _{f}t+\varphi (t))}

Kao aproksimaciju ponašanja filtra u petlji možemo propuštati signale različitih frekvencija, ali bez promjene faze,koje nam omogućavaju da koristimo modele malih signala u PLL kolima. Ako možemo da napišemo {\displaystyle \omega _{f}\approx \omega _{c}},onda {\displaystyle \sin(\cdot )} može biti aproksimiran svojim argumentom kao: {\displaystyle y(t)=x_{f}(t)\simeq -A_{c}A_{f}\varphi (t)/2}.

### Analiza kontrolnog sistema
Fazno zatvorena petlja se može analizirati i kao kontrolni sistem primjenjujući Laplasove transformacije. Odziv petlje tada možemo napisati kao:
{\displaystyle {\frac {\theta _{o}}{\theta _{i}}}={\frac {K_{p}K_{v}F(s)}{s+K_{p}K_{v}F(s)}}}
Gdje su:
- {\displaystyle \theta _{o}} izlazna faza u radijanima
- {\displaystyle \theta _{i}} ulazna faza u radijanima
- {\displaystyle K_{p}} pomjeraj faznog detektora u voltima po radijanu
- {\displaystyle K_{v}} pomjeraj VCO u radijanima po volt-sekundi
- {\displaystyle F(s)} prenosna funkcija filtra (bezdimenziona)

Karakteristike petlje se mogu provjeravati stavljajući različite tipove filtara. Najprostiji filtar su RC kola sa jednim polom. U tom slučaju prenosna funkcija petlje će biti:
{\displaystyle F(s)={\frac {1}{1+sRC}}}
Odziv petlje će sada biti:
{\displaystyle {\frac {\theta _{o}}{\theta _{i}}}={\frac {\frac {K_{p}K_{v}}{RC}}{s^{2}+{\frac {s}{RC}}+{\frac {K_{p}K_{v}}{RC}}}}}
Ova formula predstavlja harmonijski oscilator. Imenilac može biti povezan sa istim drugoga sistema:
{\displaystyle s^{2}+2s\zeta \omega _{n}+\omega _{n}^{2}}
Gdje su:
- {\displaystyle \zeta } faktor prigušenja
- {\displaystyle \omega _{n}} je prirodna frekvencija petlje

Za RC filtar sa jednim polom:
{\displaystyle \omega _{n}={\sqrt {\frac {K_{p}K_{v}}{RC}}}}
{\displaystyle \zeta ={\frac {1}{2{\sqrt {K_{p}K_{v}RC}}}}}
Prirodna frekvencija petlje je mjera vremena reakcije petlje,a faktor potištenosti je mjera prekoračenja i šuma. U idealnom slučaju, prirodna frekvencija treba da bude visoka,a faktor prigušenja treba da bude oko 0.707. Sa jednopolnim filtrom nije moguće kontrolisati frekvenciju petlje i faktor prigušenja nezavisno. U slučaju kritičnog faktora prigušenja:
{\displaystyle RC={\frac {1}{2K_{p}K_{v}}}}
{\displaystyle \omega _{c}=K_{p}K_{v}{\sqrt {2}}}
Malo efikasniji filtar je sa jednim polom i jednom nulom. To možemo realizovati pomoću dva otpornika i jednog kondenzatora. Prenosna funkcija za ovaj filtar je:
{\displaystyle F(s)={\frac {1+sCR_{2}}{1+sC(R_{1}+R_{2})}}}
Ovaj filtar ima dvije vremenske konstante:
{\displaystyle \tau _{1}=C(R_{1}+R_{2})}
{\displaystyle \tau _{2}=CR_{2}}
Zamjenjujući ih u izraz za prirodnu frekvenciju i faktor prigušenja, dobijamo:
{\displaystyle \omega _{n}={\sqrt {\frac {K_{p}K_{v}}{\tau _{1}}}}}
{\displaystyle \zeta ={\frac {1}{2\omega _{n}\tau _{1}}}+{\frac {\omega _{n}\tau _{2}}{2}}}
Komponente filtra petlje možemo računati za datu prirodnu frekvenciju i faktor prigušenja:
{\displaystyle \tau _{1}={\frac {K_{p}K_{v}}{\omega _{n}^{2}}}}
{\displaystyle \tau _{2}={\frac {2\zeta }{\omega _{n}}}-{\frac {1}{K_{p}K_{v}}}}
Realni filtar može biti prilično složeniji, kao u slučaju kada koristimo visokopropusne filtre za suzbijanje izvora faznog šuma.